# André Boillot
André Boillot (ur. 8 sierpnia 1891 roku w La Croisille-sur-Briance, zm. 8 czerwca 1932 roku w La Châtre) – francuski kierowca wyścigowy.

## Kariera
W swojej karierze wyścigowej Boillot poświęcił się startom w wyścigach Grand Prix, wyścigach samochodów sportowych i turystycznych oraz w wyścigach Indianapolis 500. Po I wojnie światowej dołączył do ekipy Peugeota. W 1919 roku odniósł zwycięstwo we włoskim wyścigu Targa Florio, a w Indianapolis 500 był piętnasty. Trzy lata był najlepszy w Coppa Florio. W 1926 roku Francuz wystartował w klasie 5 24-godzinnego wyścigu Le Mans, którego jednak nie ukończył. W tym samym roku był najlepszy w 24-godzinnym wyścigu Spa. W późniejszych latach odnosił zwycięstwa w wyścigach samochodów turystycznych. We francuskim wyścigu French Auto Club Touring Car GP był najlepszy w latach 1923 i 1925, a we Włoszech zwyciężył w sezonie 1926. W 1927 roku odniósł zwycięstwo w Coupe de la Commission Sportive. 

## Śmierć
Boillot uczestniczył także w wyścigach górskich. 5 czerwca 1932 roku, podczas treningu przed wyścigiem Côte d'Ars w La Châtre miał wypadek w swoim samochodzie Peugeot 201. Zmarł w szpitalu 8 czerwca.